# Тупица (Пермский район)
Тупица — деревня в Пермском районе Пермского края. Входит в состав Хохловского сельского поселения.

## Географическое положение
Деревня расположена в правобережной части Пермского района, на берегу Камского водохранилища, примерно в 7,5 км к юго-востоку от административного центра поселения, деревни Скобелевка.

## Население
| 2010 |
| ---- |
| 29   |

## Топографические карты
- Лист карты O-40-65 Пермь. Масштаб: 1 : 100 000. Издание 1979 г.